# Duguetia caniflora
Duguetia caniflora är en kirimojaväxtart som beskrevs av H. León och Paulus Johannes Maria Maas. Duguetia caniflora ingår i släktet Duguetia och familjen kirimojaväxter. Inga underarter finns listade i Catalogue of Life.